# De egentlige ugler
De egentlige ugler (latin: Strigidae) er en familie af ugler. Familien har cirka 210 arter.
De egentlige ugler har et svagere afgrænset slør end sløruglerne. De varierer også i langt højere grad i størrelse, samtidig med at de har en grå til rødbrun, stribet eller plettet fjerdragt.

## Slægter
- Otus – (Eks. Stribet dværghornugle O. brucei, Dværghornugle O. scops)
- Mimizuku
- Bubo – (Eks. Plettet hornugle B. africanus, Stor hornugle B. Bubo)
- Ketupa
- Scotopelia
- Nyctea – (Eks. Sneugle N. scandiaca)
- Strix [1] – (Eks. Natugle S. aluco, Ørkennatugle S. butleri, Slagugle S. uralensis, Lapugle S. nebulosa)
- Jubula
- Lophostrix
- Pulsatrix
- Surnia – (Eks. Høgeugle S. ulula)
- Glaucidium – (Eks. Spurveugle G. passerinum)
- Xenoglaux
- Micrathene
- Athene – (Eks. Prærieugle A. cunicularia, Kirkeugle A. noctua)
- Speotyto
- Aegolius – (Eks. Perleugle A. funereus)
- Ninox
- Uroglaux
- Pseudoscops
- Asio – (Eks. Skovhornugle A. otus, Mosehornugle A. flammeus, Kapugle A. capensis)
- Nesasio